# ФК Абердин
ФК Абердин (енгл. Aberdeen Football Club) је шкотски фудбалски клуб из истоименог града Абердина, који се такмичи у Премијер лига Шкотске.
Клуб је основан 14. августа 1903. спајањем абердинских клубова Викторија јунајтед, Орион и Абердин Тичерс. Утакмице игра на стадиону Питодри где су смештене и клупске просторије. Боје клуба су црвена и бела.
Захваљујући резултатским успесима кроз историју Абердин је званично трећи шкотски клуб свих времена, после Ренџерса и Селтика. Највеће успехе остварио је осамдесетих година под вођством менаџера Алекса Фергусона, када су били прваци Шкотске у фудбалу у сезонама 1979/80, 1983/84, и 1984/85. Сезона 1984/85. је, закључно са сезоном 2020/21, последњи пут да шампион Шкотске није био Селтик или Ренџерс.

## Највећи успеси клуба
- Премијер лига Шкотске
  - Првак (4) : 1954/55, 1979/80, 1983/84, 1984/85.
  - Вицепрвак (17) : 1910/11, 1936/37, 1955/56, 1970/71, 1971/72, 1977/78, 1980/81, 1981/82, 1988/89, 1989/90, 1990/91, 1992/93, 1993/94, 2014/15, 2015/16, 2016/17, 2017/18.
- Куп Шкотске
  - Победник (8) : 1946/47, 1969/70, 1981/82, 1982/83, 1983/84, 1985/86, 1989/90, 2024/25.
  - Финалиста (9) : 1936/37, 1952/53, 1953/54, 1958/59, 1966/67, 1977/78, 1992/93, 1999/00, 2016/17.
- Лига куп Шкотске
  - Победник (6) : 1955/56, 1976/77, 1985/86, 1989/90, 1995/96, 2013/14.
  - Финалиста (10) : 1946/47, 1978/79, 1979/80, 1987/88, 1888/89, 1992/93, 1999/00, 2016/17, 2018/19, 2023/24.
- Дриброу куп
  - Победник (2) : 1971, 1980.
- Куп победника купова
  - Победник (1) : 1982/83.
- Суперкуп Европе
  - Победник (1) : 1983.